# Evelyn (Sängerin)

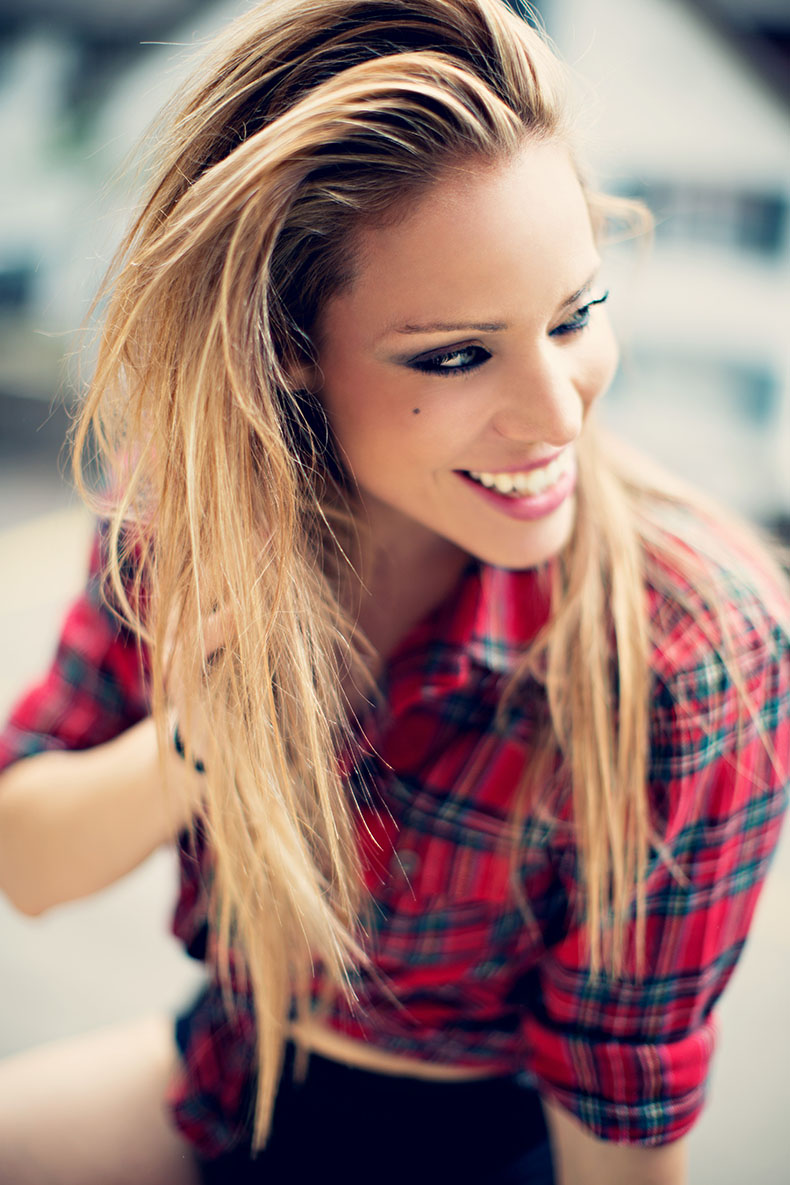
Pressefoto von Evelyn (2014)

Evelyn (* 6. Dezember 1980 als Evelyn Valerie Zangger) ist eine Schweizer Sängerin und Songwriterin aus Zürich.

## Biografie

### Kindheit
Evelyn machte ihre ersten Erfahrungen als Sängerin im Alter von zehn Jahren im Schulchor, ausserdem sang sie im Kirchenchor. Bereits mit 14 Jahren gab sie erste kleinere Konzerte für ihre Schulfreunde. Mit 16 Jahren gründete sie mit drei Freundinnen ihre erste Girlgroup V’Locity. Zusammen gaben sie viele regionale Konzerte und hatten erste lokale Erfolge.

### 2001–2004: Popstars Schweiz / TEARs
2001 setzte sie sich gegen 3000 weitere Mädchen durch und war eine der vier Gewinnerinnen der Casting-Show Popstars Schweiz und wurde Mitglied der vierköpfigen Girlgroup TEARs, deren Debütsingle direkt auf Platz 1 der Schweizer Charts einstieg und mit einer goldenen Schallplatte ausgezeichnet wurde. Für die Produktion einer weiteren Single konnte Englands erfolgreichster Produzent Rob Davis und Cathy Dennis verpflichtet werden, welche bereits mit Blue und Kylie Minogue zusammengearbeitet haben.
Das Album En Rouge erreichte Gold-Status und hielt sich wochenlang in den Top 20.
Die Girlgroup trat während ihres 4-jährigen Bestehens in den grössten Fernsehsendungen der Schweiz (Benissimo) und dem nahen Ausland (The Dome) auf und war nach einer eigenen Club-Tour auch als Vorgruppe von DJ BoBos Europa-Tour mit dabei. Ausserdem steuerte die Gruppe fünf Songs zum Soundtrack des deutschen Kinofilms Mädchen, Mädchen 2 – Loft oder Liebe bei.
Im Jahr 2022 kam es anlässlich der Chartshow «Die 40 ....» auf dem Streamingdienst Oneplus zu einem gemeinsamen Auftritt von Tears.

### 2005–2009: Kreative Pause und erste Projekte
Als 2004 die Trennung der Girl Group bekannt gegeben wurde, zog sich Evelyn aus der breiten Öffentlichkeit zurück und engagierte sich in kleineren musikalischen Projekten. 2006 entstand ein R’n’B-Album, welches unter ihrem zweiten Vornamen Valerie im iTunes-Store veröffentlicht wurde.
2008 arbeitete Evelyn zum ersten Mal mit ihrer langjährigen Freundin DJ Tatana zusammen. Dabei entstand die Up-Tempo Nummer Perfect Lies, welche auf dem Top-10-Album Tatana zu hören ist und die erste grosse Veröffentlichung seit der Trennung von TEARs darstellten.
2010 erreichte Evelyn die Top 10 der Vorauswahl von Radio DRS zum Eurovision Song Contest 2011 mit dem Song Who Do You Love des griechischen Songwriters Gorgi.

### 2010–2012: Zusammenarbeit mit Mike Candys
Im Herbst 2010 war der Schweizer DJ und Produzent Mike Candys auf der Suche nach einer neuen Stimme für seinen neuesten Track Together Again. Durch einen befreundeten Label-Inhaber wurde Mike auf Evelyn aufmerksam, und die Chemie zwischen den beiden stimmte auf Anhieb. Die Single Together Again stieg am 24. April 2011 als höchster Neueinsteiger in den Schweizer Charts ein.
Am 15. Juli 2011 erschien in Zusammenarbeit mit Mike Candys und Patrick Miller die Single One Night In Ibiza, welche zu einem internationalen Erfolg wurde und in Deutschland, Österreich und der Schweiz mit einer goldenen Schallplatte ausgezeichnet wurde.
Nachdem Evelyn im Sommer durch diverse nationale und internationale Live-Auftritte Mike Candys und sein Label überzeugen konnte, wurde sie für die nächste Veröffentlichung ausgewählt. Evelyn hatte die Möglichkeit, für den Track Around The World (vom Album Smile von Mike Candys) neue Lyrics einzusingen. Die Single wurde am 11. November 2011 in der Schweiz veröffentlicht. Das Management von Mike Candys verpflichtete Evelyn und Patrick Miller Anfang des Jahres für eine grosse Club Tour durch Europa.
Währenddessen wurde bereits der nächste Song vorbereitet. 2012 (If The World Would End) wurde in der Schweiz am 9. März 2012 und in Deutschland und Österreich am 16. März 2012 veröffentlicht. Der Song konnte nicht nur an die Erfolge von „One Night In Ibiza“ anschliessen, sondern stieg sogar noch höher in die Charts ein und wurde damit ihr bisher erfolgreichste, internationale Song.

### Seit Sommer 2012: Solo-Karriere
Im August 2012 meldete Evelyn auf ihrer Facebook-Page, dass sie einen Vertrag als Solo-Künstlerin bei Kontor Records unterschrieben hatte. Die Website tillate.com berichtete, dass Mike Candys vermutlich als Reaktion auf den Start von Evelyns Solo-Karriere alle geplanten Auftritte mit Evelyn per Anwalt absagte. Am 14. September 2012 veröffentlichte sie über Kontor Records ihre Solo Debüt-Single Dirty Nights.
2013 gaben Candys und Evelyn bekannt, dass sie wieder zusammenarbeiten und gemeinsam mit dem Rapper Carlprit derzeit eine neue Single aufnehmen. Der Song trägt den Namen Brand New Day und erschien am 15. März 2013. Jedoch wurde die Single in allen Ländern zu einem sehr geringen Erfolg, da der Track, aufgrund der zu starken Ähnlichkeit mit Mike Candys’ anderen Singles, viel negative Kritik erhielt.
Am 28. Juni 2013 fand die Veröffentlichung der Single Everybody statt. Bei diesem Lied wirkte Evelyn erneut als Gastmusikerin mit Mike Candys und R.I.O.s Ex-Frontmann Tony T. mit. Der Song erschien aber in einem neuen Stil über Kontor Records. Erstmals wurde der Track im April 2013 von Mike Candys als Preview auf seinem YouTube-Account vorgestellt und am 20. Mai 2013 beim Farbgefühle Festival Würzburg von Mike Candys, Evelyn und Tony T. live in voller Länge vorgetragen.
Im Frühjahr 2014 wirkte sie als Sängerin bei der Zusammenarbeit der Dance-Projekte Kalwi & Remi und Lubert mit. Gemeinsam brachten sie das Lied Woow heraus. Ebenfalls 2014 veröffentlichte Evelyn als Solokünstlerin den Track La Vida Loca. Produziert wurde das Lied vom Schweizer DJ Mike Candys. Es erschien am 30. Mai 2014 über Candys’ Plattenlabel Sirup Music.
2015 bewarb sie sich mit dem Lied "Have A Little Faith In Me" beim Eurovision Song Contest-Vorentscheid der Schweiz. Evelyn schaffte es in den Expertencheck, wurde dann jedoch nicht weitergewählt. Sie veröffentlichte daraufhin mit Mike Candys die Single "Summer Dreams", die im Mai 2016 erschienen ist.
Evelyn arbeitet (Stand 2022) am Empfang eines Alters- und Pflegeheims und singt daneben für Dance-Stars wie DJ Antoine.

## Diskografie

### Studioalben
| Jahr | Titel   | Höchstplatzierung, Gesamtwochen, AuszeichnungChartplatzierungen (Jahr, Titel, Platzierungen, Wochen, Auszeichnungen, Anmerkungen) | Höchstplatzierung, Gesamtwochen, AuszeichnungChartplatzierungen (Jahr, Titel, Platzierungen, Wochen, Auszeichnungen, Anmerkungen) | Höchstplatzierung, Gesamtwochen, AuszeichnungChartplatzierungen (Jahr, Titel, Platzierungen, Wochen, Auszeichnungen, Anmerkungen) | Höchstplatzierung, Gesamtwochen, AuszeichnungChartplatzierungen (Jahr, Titel, Platzierungen, Wochen, Auszeichnungen, Anmerkungen) | Anmerkungen                            |
| Jahr | Titel   | DE | AT | CH | FR | Anmerkungen                            |
| ---- | ------- | --- | --- | --- | --- | -------------------------------------- |
| 2006 | Valerie | — | — | — | — | Erstveröffentlichung: 2006 als Valerie |

### Singles
| Jahr | Titel Album                                          | Höchstplatzierung, Gesamtwochen, AuszeichnungChartplatzierungen (Jahr, Titel, Album, Platzierungen, Wochen, Auszeichnungen, Anmerkungen) | Höchstplatzierung, Gesamtwochen, AuszeichnungChartplatzierungen (Jahr, Titel, Album, Platzierungen, Wochen, Auszeichnungen, Anmerkungen) | Höchstplatzierung, Gesamtwochen, AuszeichnungChartplatzierungen (Jahr, Titel, Album, Platzierungen, Wochen, Auszeichnungen, Anmerkungen) | Höchstplatzierung, Gesamtwochen, AuszeichnungChartplatzierungen (Jahr, Titel, Album, Platzierungen, Wochen, Auszeichnungen, Anmerkungen) | Anmerkungen                                                                   |
| Jahr | Titel Album                                          | DE | AT | CH | FR | Anmerkungen                                                                   |
| ---- | ---------------------------------------------------- | --- | --- | --- | --- | ----------------------------------------------------------------------------- |
| 2010 | Together Again Smile                                 | — | — | CH13 (8 Wo.)CH | FR95 (1 Wo.)FR | Erstveröffentlichung: 27. August 2010 Mike Candys & Evelyn                    |
| 2011 | One Night in Ibiza Smile                             | DE11 Gold · (33 Wo.)DE | AT13 Gold · (27 Wo.)AT | CH7 Platin · (29 Wo.)CH | FR35 (10 Wo.)FR | Erstveröffentlichung: 15. Juli 2011 Mike Candys & Evelyn feat. Patrick Miller |
| 2011 | Around the World Smile                               | — | AT64 (1 Wo.)AT | CH54 (1 Wo.)CH | — | Erstveröffentlichung: 2. Dezember 2011 Mike Candys, Evelyn & David Deen       |
| 2012 | 2012 (If the World Would End) Smile (Deluxe Edition) | DE3 Platin · (20 Wo.)DE | AT2 Gold · (20 Wo.)AT | CH3 Platin · (21 Wo.)CH | — | Erstveröffentlichung: 9. März 2012 Mike Candys feat. Evelyn & Patrick Miller  |
| 2013 | Brand New Day Smile Together …in the Mix             | — | AT68 (1 Wo.)AT | CH42 (4 Wo.)CH | — | Erstveröffentlichung: 15. März 2013 Mike Candys feat. Evelyn & Carlprit       |
| 2013 | Everybody –                                          | DE40 (8 Wo.)DE | AT14 (7 Wo.)AT | CH11 (10 Wo.)CH | — | Erstveröffentlichung: 28. Juni 2013 Mike Candys feat. Evelyn & Tony T.        |

### Weitere Veröffentlichungen
| Jahr | Titel              | Interpretation                     | Album                        |
| ---- | ------------------ | ---------------------------------- | ---------------------------- |
| 2004 | Let the Music Play | EDX & Leon Klein feat. Evelyn      | Blue Night                   |
| 2007 | Maria Magdalena    | Bligg feat. Evelyn                 | Yves Spink – Special Edition |
| 2008 | Perfect Lies       | DJ Tatana feat. Evelyn             | Tatana                       |
| 2011 | I Run 2 U          | Mike Candys feat. Evelyn           | Smile                        |
| 2013 | Like A Freak       | Alex Mica & Drei Ros feat. Evelyn  |                              |
| 2012 | Dirty Nights       | Evelyn feat. J. Worthy             |                              |
| 2014 | Woow               | Kalwi & Remi & Lubert feat. Evelyn |                              |
| 2014 | La Vida Loca       | Evelyn (prod. by Mike Candys)      |                              |
| 2016 | Summer Dream       | Mike Candys & Evelyn               |                              |
| 2017 | Never Walk Alone   | Mike Candys & Evelyn               |                              |

## Auszeichnungen für Musikverkäufe
Anmerkung: Auszeichnungen in Ländern aus den Charttabellen bzw. Chartboxen sind in ebendiesen zu finden.
| Land/RegionAuszeichnungen für Musikverkäufe (Land/Region, Auszeichnungen, Verkäufe, Quellen) | Gold     | Platin     | Verkäufe | Quellen           |
| -------------------------------------------------------------------------------------------- | -------- | ---------- | -------- | ----------------- |
| Deutschland (BVMI)                                                                           | Gold1    | Platin1    | 450.000  | musikindustrie.de |
| Österreich (IFPI)                                                                            | 2× Gold2 | —          | 30.000   | ifpi.at           |
| Schweiz (IFPI)                                                                               | —        | 2× Platin2 | 60.000   | hitparade.ch      |
| Insgesamt                                                                                    | 3× Gold3 | 3× Platin3 |          |                   |